# Oratemnus
Oratemnus es un género de pseudoescorpiones de la familia de los Atemnidae. 

## Distribución
Las especies de este género se encuentran en el Sudeste Asiático, en Asia del Sur, en Oceanía, en las Seychelles y en las Antillas.

## Especies
Según Pseudoscorpions of the World 2.0:
- Oratemnus afghanicus Beier, 1959
- Oratemnus articulosus (Simon, 1899)
- Oratemnus boettcheri Beier, 1932
- Oratemnus brevidigitatus Beier, 1940
- Oratemnus cavernicola Beier, 1976
- Oratemnus confusus Murthy & Ananthakrishnan, 1977
- Oratemnus curtus (Beier, 1954)
- Oratemnus distinctus (Beier, 1948)
- Oratemnus indicus (With, 1906)
- Oratemnus loyolai Sivaraman, 1980
- Oratemnus manilanus Beier, 1932
- Oratemnus navigator (With, 1906)
- Oratemnus philippinensis Beier, 1932
- Oratemnus proximus Beier, 1932
- Oratemnus punctatus (L. Koch & Keyserling, 1885)
- Oratemnus saigonensis (Beier, 1930)
- Oratemnus samoanus Beier, 1932
- Oratemnus semidivisus Redikorzev, 1938
- Oratemnus timorensis Beier, 1932
- Oratemnus yodai Morikawa, 1968

## Publicación original
- Beier, 1932 : Revision der Atemnidae (Pseudoscorpionidea). Zoologische Jahrbücher, Abteilung für Systematik, Ökologie und Geographie der Tiere, vol. 62, p. 547-610.